# Старошчербиновскаја
Старошчербиновскаја (рус. Старощербиновская) је насељено место руралног типа (станица) на југозападу европског дела Руске Федерације. Налази се на северозападу Краснодарске Покрајине и административно припада њеном Шчербиновском рејону чији је уједно и административни центар.
Према статистичким подацима Националне статистичке службе Русије за 2017. у насељу је живело 17.427 становника.

## Географија
Станица Старошчербиновскаја се налази у северозападном делу Краснодарског краја и лежи на левој обали реке Јеје на свега 5 километара узводно од њеног ушћа у Јејски лиман Азовског мора. Село се налази у ниском и доста замочвареном подручју, а централни део насеља лежи на надморској висини од 10 метара.
Најближе градско насеље је град Јејск који се налази 33 километра западније и до којег води друмски правац и железничка пруга.

## Историја
Насеље Старошчербиновскаја основано је 1792. године под именом Шчербиновско и било је једно од првих 40 насеља црноморских Козака основано на подручју данашњег Кубања. Насеље је основано на стратешки значајном месту историјског Црног брода, на гату на левој обали реке Јеје. На том месту је раније постојало ногајско утврђење.
Захваљујући свом важном стратешком положају насеље је брзо расло и већ 1801. у њему је живело 1.789 становника, а село је имало и 9 ветрењача. У периоду 1809−1811. у селу се населило још 2.178 досељеника са подручја Полтавске и Черниговске губерније, а потом у периоду 1821−1822. и значајнија група малоруских Козака те је у истом периоду број домаћинстава у селу порастао са 588 на 774.
Након што је 1821. недалеко од села основано ново насеље Новошчербиновско, постојеће село добија данашњи назив. Средином XIX века станица Старошчербиновскаја је имала 847 домаћинстава, а припадала су јој је и 84 оближња засеока. Основу популације чинили су Козаци којих је било 4.127, а у оквиру станице деловале су и три циглане и неколико млинова.
У периоду Првог светског рата на подручју Старошчербиновске станице живело је 15.082 Козака и 2.122 нерезидента у укупно 3.556 домаћинстава. Насеље је доживело велико опадање у периоду 1932−1933. када је због велике глади која је захватила то подручје број становника са 22.000 опао на свега 5.000 житеља.

## Демографија
Према подацима са пописа становништва 2010. у селу је живело 18.010 становника, док је према проценама за 2017. село имало 17.247 становника.
| 1939. | 1959.  | 1970.  | 1979.  | 1989.  | 2002.  | 2010.  | 2017.  |
| ----- | ------ | ------ | ------ | ------ | ------ | ------ | ------ |
| ---   | 12.394 | 15.730 | 16.323 | 17.041 | 18.545 | 18.010 | 17.427 |